# DeQuincy
DeQuincy is een plaats (city) in de Amerikaanse staat Louisiana, en valt bestuurlijk gezien onder Calcasieu Parish.

## Demografie
Bij de volkstelling in 2000 werd het aantal inwoners vastgesteld op 3398.
In 2006 is het aantal inwoners door het United States Census Bureau geschat op 3219, een daling van 179 (-5,3%).

## Geografie
Volgens het United States Census Bureau beslaat de plaats een oppervlakte van
8,3 km², geheel bestaande uit land. DeQuincy ligt op ongeveer 27 m boven zeeniveau.

## Plaatsen in de nabije omgeving
De onderstaande figuur toont nabijgelegen plaatsen in een straal van 32 km rond DeQuincy.